# 池田敏雄 (民俗学者)
池田 敏雄（いけだ としお、1916年（大正8年）8月6日 - 1981年（昭和56年）3月31日）は、島根県生まれの民俗学者。台湾の民俗学研究に携わった。

## 生涯
（出典：）
父は池田朝（旧姓：山崎）で、池田家の養子となった。池田敏雄は1923年に父親の仕事の都合で渡台し、台北市旭小学校に入学した。
1929年、台北第一師範学校に入学。石川啄木に憧れて短歌を創作し、同人誌『原生林』を発行した。
1935年に師範学校を卒業後、龍山公学校の教員となる。
1939年、師範学校時代に短歌を通して西川満を知り、最初の台湾民族に関する文章「台湾挑灯考」を『台湾風土記』に発表。
1940年4月、龍山公学校の任期が切れて総督府情報部嘱託となった。
1941年7月15日、金関丈夫とともに「民俗台湾」を創刊編集。黄鶴・牽牛子・月英・李氏杏花などさまざまな筆名で文章を発表し、誌面の経営に尽力した。
1943年には公民奉公会宣伝部に転属となる。1944年6月に応召。
妻の黃鳳姿は龍山公学校時代の教え子。
1947年4月、島根に帰り、島根新聞社に入社。出雲民俗の会刊行の『出雲民俗』 創刊号に寄稿をしたり，『民族学研究』に論文を投稿したり日本の民俗学研究に携わった。
1954年9月に平凡社に入社、『中国古典文学全集』（全33巻、1958）や『中国古典文学大系』（全60巻、67年）等を企画し、76年に平凡社を定年退職した。
1975年2月28日、王育德が発起した「台湾人元日本兵士の補償問題を考える会」に参加している。

## 著書

### 著作
- 『華麗島民話集』、日孝山房、1942年5月（西川滿共著）
- 『戦ふ台湾の農村』、東都書籍株式會社臺北支店、1944年5月
- 『台湾の家庭生活』、東都書籍株式會社臺北支店、1944年8月
- 『台湾の阿也都古』、出雲民俗、1959年
- 『福建系台灣人の出産習俗』、民族學研究、1955 年19巻2号
- 『柳宗悦と柳田国男の「不親切」』、民芸手帖、1980年1月
- 『池田敏雄台湾民族著作集』、綠蔭書房、2003年2月

### 編纂
- 『出雲の紙』、八雲村：島根民芸協会岩坂支部，1952年5月